# Licario

Mapa del Imperio Bizantino y de los Estados Latinos de Oriente, ca. 1265.

Licario, también llamado Ikarios (Ἰκάριος) por los cronistas griegos, fue un almirante bizantino de origen italiano en el siglo XIII. Debido a un desacuerdo con los barones latinos de su natal Eubea, entró al servicio del emperador bizantino Miguel VIII Paleólogo (r. 1259 – 1282), para quien reconquistó muchas de las islas del Egeo en los años 1270. En recompensa por sus hazañas, se le concedió la isla de Eubea como feudo y alcanzó el rango de megaconostaulo y megaduque, siendo el primer extranjero en conseguir este último título.

## Orígenes y primeros años
Licario nació en la ciudad de Caristo en la isla de Eubea (entonces señorío de Negroponte), de un padre vicentino y de una madre local. Tuvo un origen humilde, pero era capaz y ambicioso. Sirvió como caballero bajo el triarca latino Gilberto II de Verona y logró ganarse el corazón de Felisa, hermana de Gilberto y viuda de otro triarca, Narzotto dalle Carceri. La relación fue desaprobada por la familia de Felisa; a pesar de ello, se casaron en secreto, aunque el matrimonio fue cancelado por los parientes de Felisa. Huyendo de su ira, Licario buscó refugio en la fortaleza de Anemopilas cerca del Cavo D'Oro. Allí, reparó el fortín, reunió a un pequeño grupo de seguidores y comenzó a incursionar en las propiedades circundantes, las cuales pertenecían a los nobles de la isla.

## Ingreso al servicio del Imperio bizantino

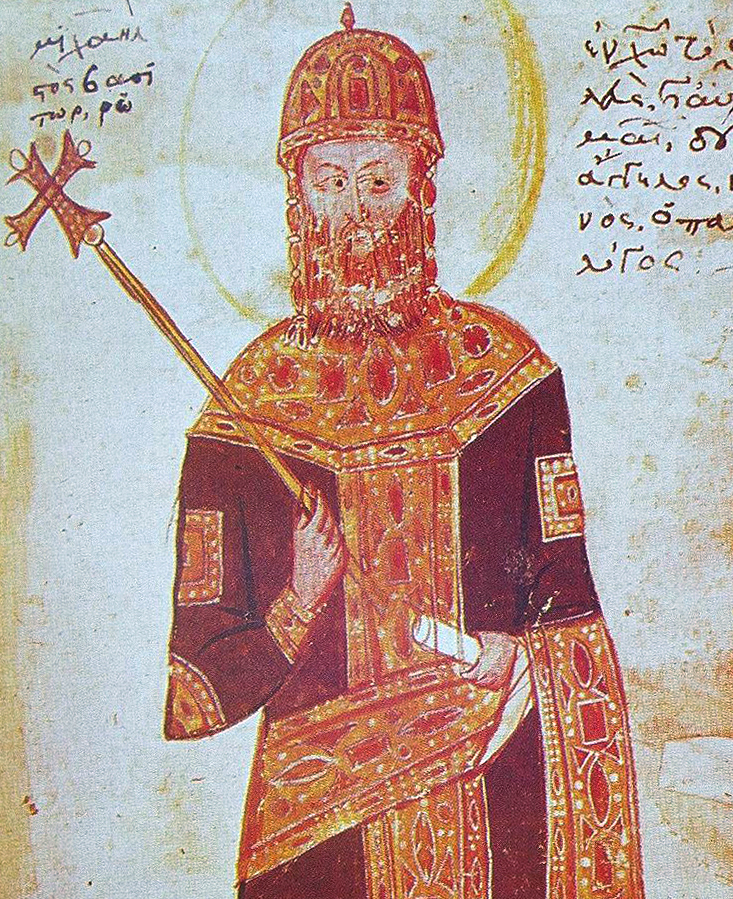
Emperador Miguel VIII Paleólogo, bajo cuyo servicio Licario conquistó la mayor parte de Eubea y muchas islas del Egeo.

El Imperio latino llegó a su fin el 25 de julio de 1261 cuando Miguel VIII Paleólogo reconquistó Constantinopla y derrocó al último emperador latino Balduino II de Constantinopla; sin embargo, los descendientes de los cruzados continuaron ocupando buena parte de Grecia. En ese contexto, el recientemente restaurado Imperio bizantino, bajo el gobierno de Miguel VIII Paleólogo, pretendió recuperar Eubea, que era la principal posesión insular latina en el mar Egeo y una base de actividad pirática dirigida contra los bizantinos. Además, junto con el Principado de Acaya, representaba el mayor obstáculo para la recuperación completa de Grecia. Ya en 1269-1270, una flota bizantina a cargo de Alejo Ducas Filantropeno había atacado y capturado uno de los principales bastiones latinos, la ciudad de Óreo.
Frente a la persistente negativa de los barones de la isla de tratar con Licario y ya que este deseaba venganza y estaba ávido de gloria y riqueza, se presentó ante Filantropeno para ofrecerle sus servicios. Filantropeno, a su vez, lo llevó ante el emperador Miguel VIII Paleólogo, quien estaba ansioso por usar los servicios de occidentales talentosos y ya había financiado a varios corsarios latinos para que estuvieran a su servicio. Licario se convirtió en vasallo del Emperador, según las reglas feudales occidentales, y obtuvo a cambio tropas imperiales como refuerzo. Bajo la dirección de Licario, los bizantinos organizaron un intento serio de conquistar la isla, sobre todo cuando sus fuerzas se vieron aumentadas por las muchas defecciones de parte de la población griega.
Las fuerzas bizantinas, bajo la dirección de Licario, lanzaron una campaña entre 1272 y 1273 para conquistar la fortaleza de Larmena, La Cuppa, Clisura y Manducho. Ante tal ofensiva, los triarcas lombardos apelaron a su señor, el príncipe Guillermo II de Villehardouin de Acaya y a Dreux de Beaumont, mariscal de la Casa de Anjou-Sicilia del Reino de Sicilia. Guillermo no pudo recuperar La Cuppa y Dreux de Beaumont fue derrotado en una batalla campal y fue posteriormente llamado por Carlos de Anjou. Desde entonces hasta 1275, según el cronista veneciano Marino Sanudo, el propio Licario sirvió en el ejército bizantino en Anatolia, donde consiguió una victoria contra los turcos.

## Conquista de Eubea y campañas en el Egeo
En 1276, tras una gran victoria sobre los triarcas lombardos en la batalla de Demetrias, los bizantinos reanudaron su ofensiva en Eubea. Licario atacó su natal Caristo, sede de la triarquía del sur, y la ocupó ese mismo año luego de un largo asedio. Por este éxito, fue premiado por el emperador Miguel VIII quien le concedió toda la isla como feudo y una esposa griega, noble y con una rica dote. A cambio, Licario se comprometió a proporcionar doscientos caballeros al Emperador. Poco a poco, Licario redujo los bastiones latinos en la isla, hasta que, en 1278, se apoderó casi por completo de ella, con excepción de su capital, la ciudad de Negroponte (Calcis).
Por sus éxitos, Licario fue recompensado con el cargo de megaconostaulo, jefe de los mercenarios latinos, y, después de la muerte de Filantropeno, fue nombrado megaduque (ca. 1296); siendo el primer extranjero en ser honrado de esa manera en la jerarquía bizantina. Comandó la Armada bizantina en una serie de expediciones contra las islas del Egeo en poder de los latinos. La primera isla en caer fue Skópelos, cuya fortaleza se creía era inexpugnable; sin embargo, Licario sabía que carecía de suministro de agua. Por ello, atacó la ciudad durante el verano seco y cálido de 1277 y forzó su rendición. Su señor, Filippo Ghisi, fue capturado y enviado a Constantinopla; mientras que sus otras posesiones, las islas de Esciro, Scíathos y Amorgós, también fueron capturadas poco después. Tras estas victorias, Licario se dirigió a conquistar las islas de Citera y Anticitera de la costa sur de Morea y, posteriormente, Ceos, Astipalea y Santorini en las Cícladas. La gran isla de Lemnos también fue capturada, aunque su señor, Paolo Navigajoso, resistió un asedio de tres años antes de rendirse.
Finalmente, a fines de 1279 o inicios de 1280, Licario regresó a Eubea y se dirigió primero al pueblo norteño de Óreo y, luego, hacia el sur a través de Negroponte. Para entonces, sus fuerzas incluían a muchos mercenarios españoles y catalanes (la primera vez que estos últimos son mencionados en Grecia) e incluso antiguos partidarios de Manfredo de Sicilia, quienes habían huido a Grecia después de la muerte y derrota de Manfredo en 1266 a manos de Carlos de Anjou. Cuando llegó a Negroponte, el triarca Giberto II de Verona, hermano de Felisa, y Juan I de la Roche, duque de Atenas, quienes estaban presentes en la ciudad, salieron con sus tropas a su encuentro. Los dos ejércitos se enfrentaron en la aldea de Vatondas, al noreste de Negroponte. La batalla resultó en una gran victoria para Licario. Juan de la Roche fue desmontado y capturado, mientras que Giberto fue asesinado (según Sanudo) o capturado y llevado junto con de la Roche como prisionero a Constantinopla, donde, según Nicéforo Grégoras, ver al odiado renegado circulando triunfante entre la corte bizantina le hizo caer muerto.
Tras la captura de Vatondas, Negroponte parecía estar a punto de caer en manos de Licario; sin embargo, la ciudad fue rápidamente reforzada por Jacques de la Roche, señor de Argos y Nauplia, quien, junto con el veneciano Niccolo Morosini Rosso, dirigió su defensa. Frente a la resistencia decidida y posiblemente por temor a una intervención de Juan I Ducas, gobernante de Tesalia, Licario se vio obligado a levantar el asedio. Luego, Licario regresó a reducir los bastiones latinos restantes en la isla, dominándola por completo, con excepción de la ciudad de Negroponte. Gobernó sus posesiones desde la fortaleza de Fillia, mientras que su flota llevó a cabo varias expediciones navales, que permitieron la captura de las islas de Sifnos y Serifos y más incursiones en el Peloponeso.
El propio Licario se embarcó hacia Constantinopla para presentar a sus cautivos ante el emperador Miguel VIII. Ya en la cumbre de su fama y éxitos, en torno a 1280, Licario desapareció de las fuentes históricas y su suerte final es desconocida. Lo más probable es que haya vivido en Constantinopla y fallecido ahí.

## Evaluación
Sus conquistas resultaron transitorias, pues los bizantinos fueron expulsados poco a poco por los venecianos y los otros señores latinos. Incluso en Eubea, la principal plaza ganada por Licario y su feudo personal, los barones lombardos lograron completar la reconquista de toda la isla en 1296. No obstante, Licario resultó ser uno de los líderes militares más exitosos que empleó Miguel VIII y sus victorias mejoraron enormemente su propia posición y prestigio como emperador entre los latinos. El historiador Deno John Geanakoplos lo alinea, junto con el hermano de Miguel VIII, Juan Paleólogo, como los dos hombres que causaron el mayor daño a los gobernantes latinos de Grecia.